# Aérodrome de Cox's Bazar
L'aéroport Cox's Bazar (code IATA : CXB • code OACI : VGCB) est un aéroport du Bangladesh situé dans la ville de Cox's Bazar.

## Situation
| Chittagong Dacca Sylhet Barisal Cox's Bazar Jessore Râjshâhî Saidpur |

## Compagnies et destinations
| Compagnies                | Destinations                 | Refs. |
| ------------------------- | ---------------------------- | ----- |
| Biman Bangladesh Airlines | Dacca-Shah Jalal, Chittagong | [ 1 ] |
| Novoair                   | Dacca-Shah Jalal             | [ 2 ] |
| Regent Airways            | Dacca-Shah Jalal             | [ 3 ] |
| US-Bangla Airlines        | Dacca-Shah Jalal             | [ 4 ] |

Édité le 19/06/2020